# Російсько-білоруський енергетичний конфлікт, 2006
Російсько-білоруський енергетичний конфлікт — почався в грудні 2006 року, коли «Газпром» оголосив остаточний варіант ціни на природний газ для Республіки Білорусь у розмірі $ 105 за 1000 м ³. Причому 75 доларів підлягають оплаті грошима, а інші 30 Білорусь мала б право оплатити акціями «Белтрансгазу», який був оцінений в 5 мільярдів доларів.
27 грудня голова ради директорів «Газпрому» Олексій Міллер пригрозив у разі відсутності контракту до кінця 31 грудня 1 січня в 10:00 за московським часом відключити Білорусь від російського газу. У відповідь Білорусь відмовлялася підписати контракт на транзит газу до Європи по своїй території. Європейські споживачі побоювалися, що станеться повторення російсько-українського газового конфлікту, проте після 3 днів переговорів 31 грудня, коли до нового року залишалося 2 хвилини, контракт на постачання і транзит газу на 2007 рік був підписаний.
Наступного дня уряд Росії ввів мито на експорт нафти в Білорусь, тому що Білорусь протягом 9 років не платила Росії домовлену частину виручки від перепродажу дешевої російської нафти. 3 січня Білорусь ввела власне мито на транзит нафти в розмірі 45 доларів за тонну. Росія назвала цю дію «порушенням двобічних домовленостей», зокрема й тому, що подібне мито є унікальною у світовій практиці, в якій транзитні вантажі, які не виготовлені і не мають споживання в країні, митом не обкладаються. Увечері 6 січня Росія зажадала від білоруської влади скасувати «незаконно введені» мита, обіцяючи в разі відмови прийняти «адекватні» заходи. 7 січня надійшло офіційну відмову з Мінська.
Вранці 8 січня Польща заявила про те, що по нафтопроводу «Дружба» перестала надходити російська нафта. Вдень керівництво компанії «Транснефть» було заявлене, що подача була припинена за їх ініціативою, так як, за їхніми словами, мала місце незаконний відбір нафти на території Білорусі. За словами генерального директора компанії Семена Вайнштока, з 1 січня Білорусь несанкціонованим чином відібрала з експортного трубопроводу 79 тисяч тонн нафти.
10 січня відбулася телефонна розмова Олександра Лукашенка з Володимиром Путіним, після чого в ніч 11 січня Білорусь відмовилася від експортних мит. Тієї ж ночі по нафтопроводу «Дружба» був відновлений транзит нафти до Європи. 11 січня голова уряду Білорусі Сергій Сидорський прибув до Москви, де провів переговори з російським колегою.

## Реакція
- Німеччина — Федеральний канцлер Ангела Меркель заявила, що «відсутність консультацій з таких питань з ЄС неприйнятно і підриває довіру європейських країн».
- Польща — Петро Наїмський, заступник міністра економіки: «Цей випадок ще раз доводить, що конфлікти між постачальниками і транзитерами з колишнього СРСР роблять поставки з цього регіону ненадійними».